# Désirée Artôt

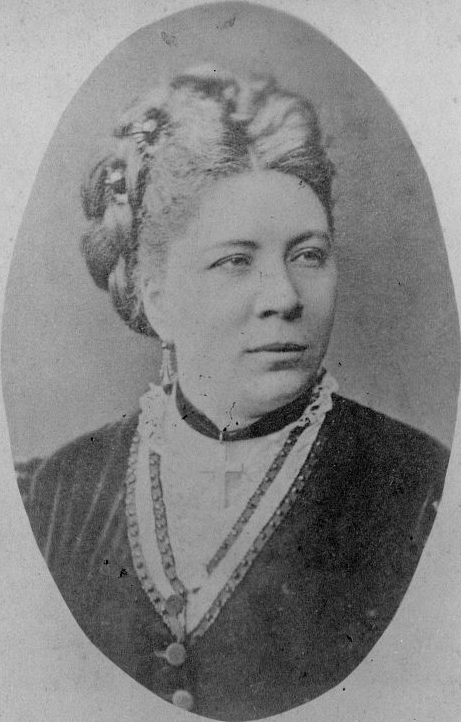

Désirée Artôt (21 de julho de 1835 - 3 de abril de 1907) foi uma soprano belga, inicialmente uma mezzosoprano, que ficou famosa na ópera alemã e italiana. Em 1868, foi contratada por Pyotr Ilyich Tchaikovsky, que afirmou que ela era a única mulher que ele já amou, e que pode ter seu nome codificado em obras como o seu Primeiro Concerto para Piano e Romeu e Julieta Fantasia-Overture. Após seu casamento em 1869 com o barítono espanhol Mariano Padilla y Ramos, ela ficou conhecida como Désirée Artôt de Padilla ou Désirée Artôt-Padilla.